# Schukostecker (spritzwassergeschützt)

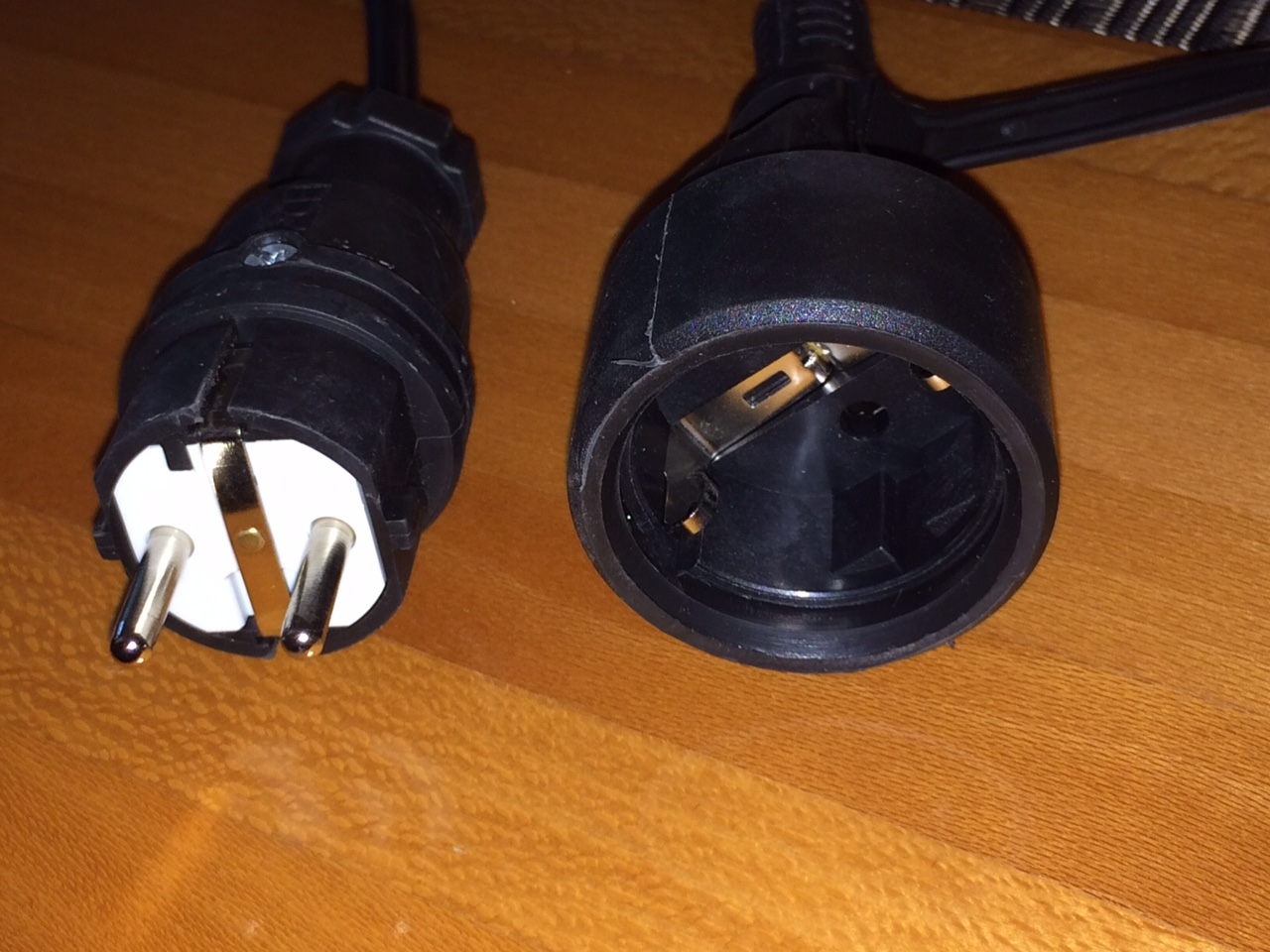
Schukostecker und -Kupplung, spritzwassergeschützt nach DIN 49441-2

Spritzwassergeschützte Schukonetzstecker sind eine Bauform von Schukonetzsteckern, die in der DIN 49441-2 und 49440-3 genormt sind und in CEE 7/4 für die Stecker und in CEE 7/3 für die Steckdosen unterteilt sind.

## Ausführung

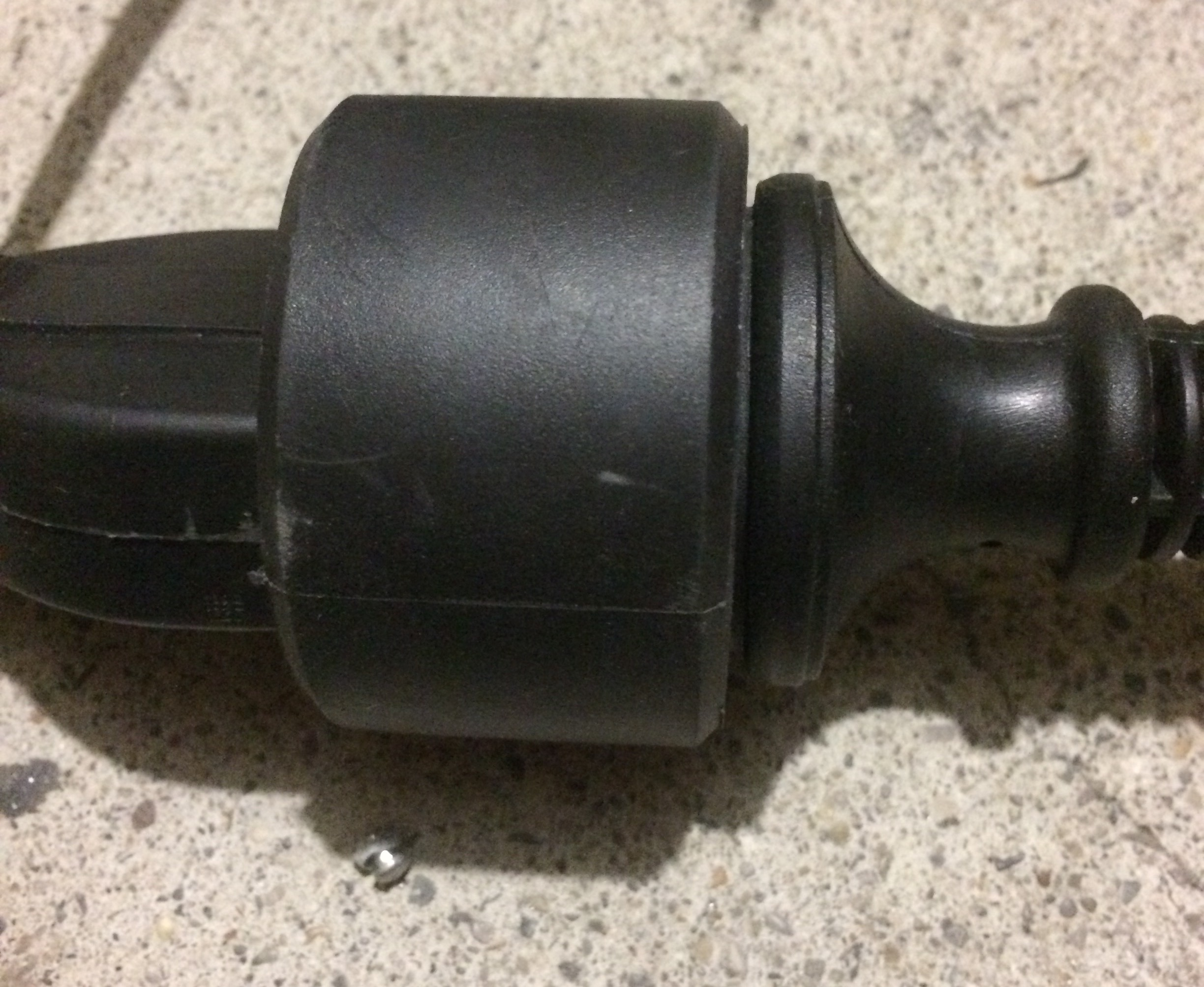
Kupplung und Stecker, nicht ganz zusammengesteckt

Der Spritzwasserschutz (Schutzart IP44) wird dadurch realisiert, dass die Steckdose bzw. die Kupplungsdose um einen Kragen aus Gummi (oder einem gummiartigen Kunststoff) ergänzt wird und der Stecker um einen kleinen Wulst.
Lage und Abmessungen von Kragen und Wulst sind so aufeinander abgestimmt, dass sie beim Steckvorgang ineinander gleiten und die erforderliche Dichtigkeit erzielen.

## Stecker
Wie beim normalen Schukostecker sind sowohl gerade als auch abgewinkelte Bauformen üblich. Bedingt durch die größere Einstecktiefe ist beim abgewinkelten Stecker der Abstand zwischen der Längsachse des Kabels und den Spitzen der Steckkontakte größer.

## Kupplungsdose

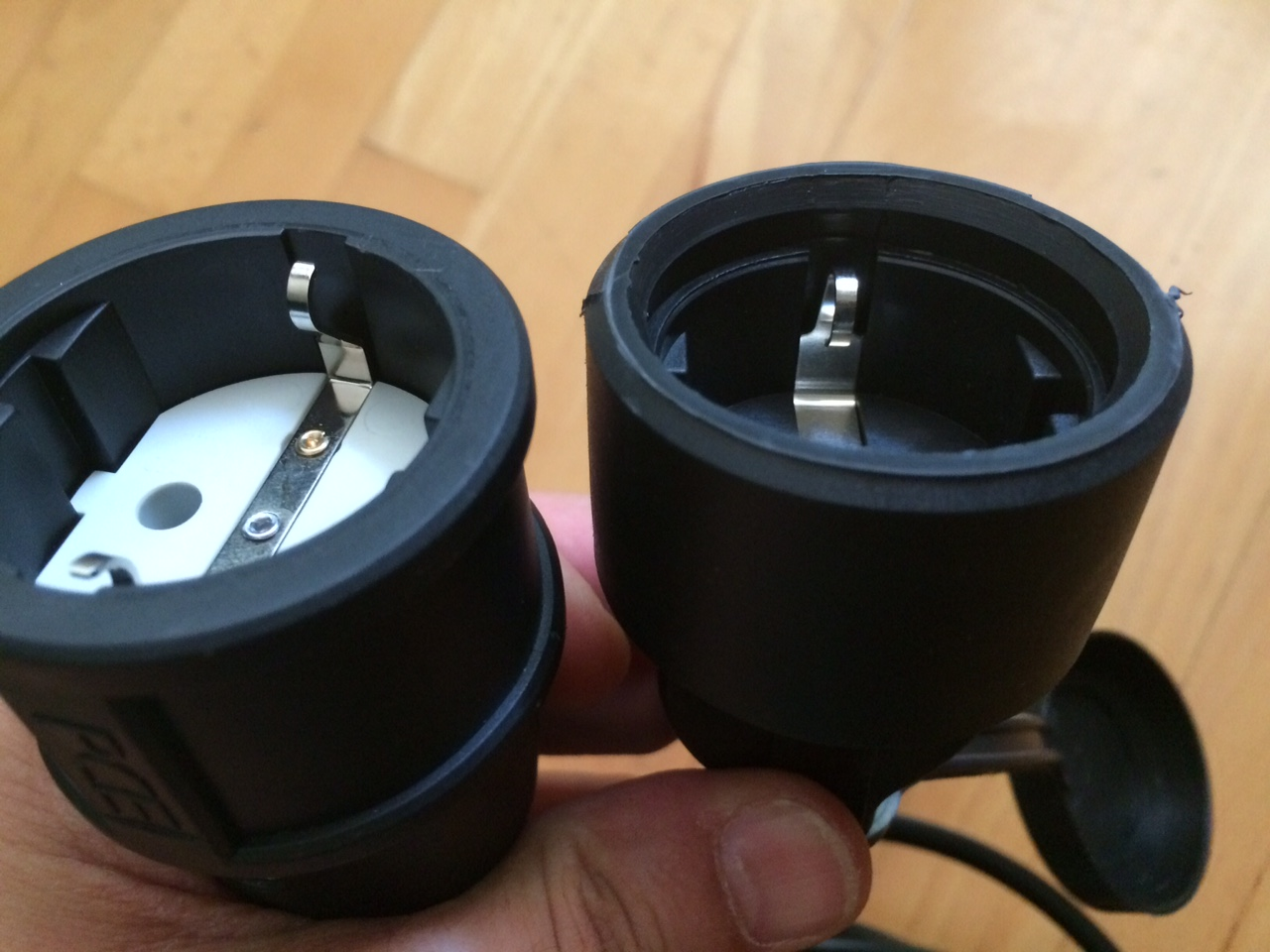
Normale Ausführung (DIN 49441) und spritzwassergeschützte (DIN 49441-2)

Durch den Gummikragen ist die Einstecktiefe bei der spritzwassergeschützten Kupplungsdose größer als bei einer in normaler Ausführung (ca. 26 mm statt ca. 18 mm). Die spritzwassergeschützte Kupplungsdose ist meist mit einer lose angebrachten Gummikappe versehen, die im ausgesteckten Zustand zum Verschließen der Einstecköffnung benutzt werden kann.

## Steckdose

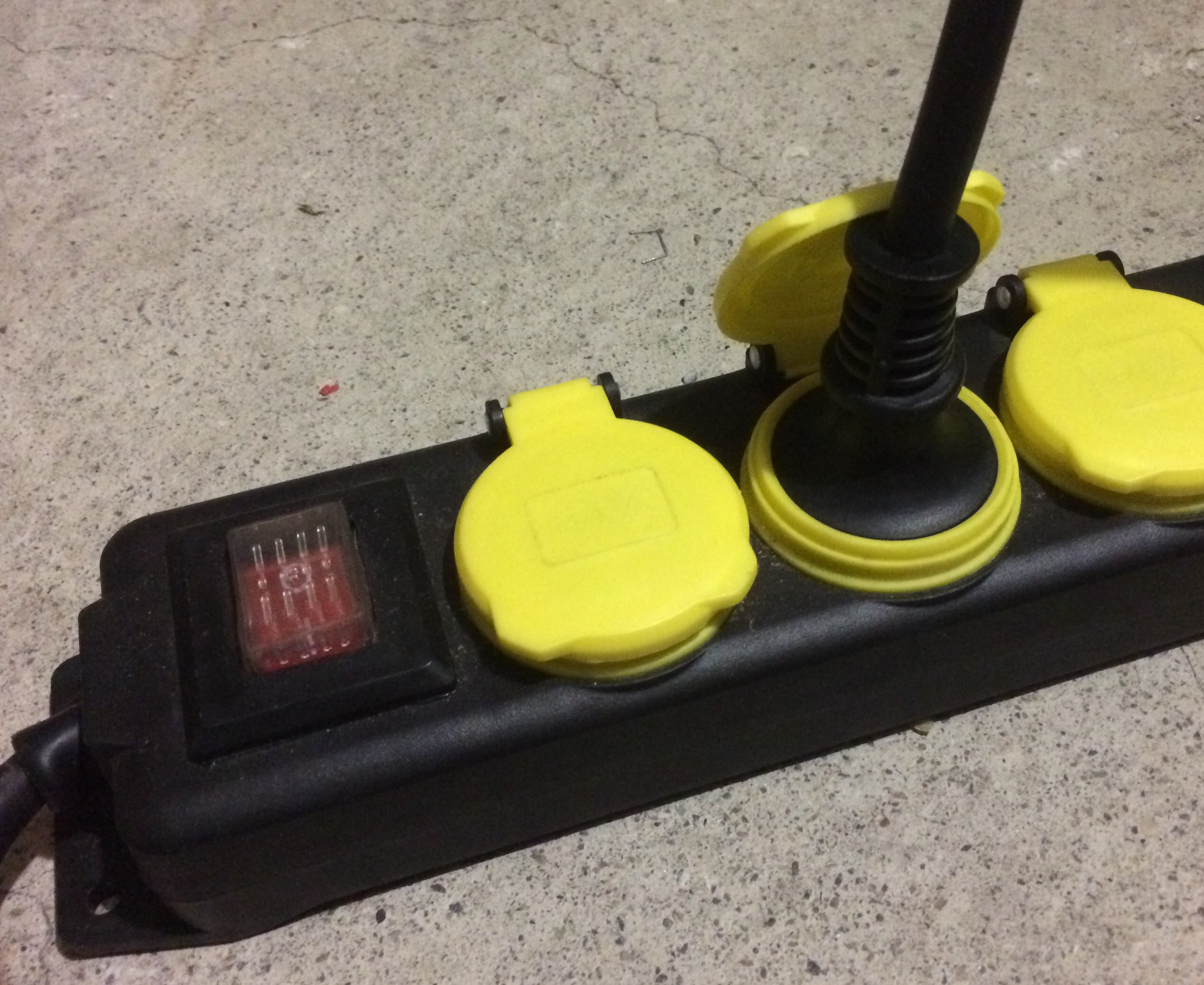
Mehrfachsteckdose mit Schalter

Spritzwassergeschützte Steckdosen für ortsfeste Montage werden nicht angeboten.
Ortsveränderliche Mehrfachsteckdosen („Steckdosenleiste“) besitzen in der Regel je Steckdose einen fest verbundenen Klappdeckel, der beim Abstecken durch eine Feder automatisch auf die Einstecköffnung gedrückt wird und sie dadurch verschließt.

## Verbreitung
Bei professionellen und semiprofessionellen Elektrowerkzeugen sind Anschlusskabel mit spritzwassergeschütztem Schukostecker häufig anzutreffen. Im Einzelhandel werden spritzwassergeschützte Verlängerungskabel, Kabeltrommeln und Steckdosenleisten angeboten.

## Kompatibilität
(+) Spritzwassergeschützte Schukostecker lassen sich problemlos in normale Schukosteckdosen und -kupplungsdosen einstecken.
(+) Normale Schukostecker in gerader Ausführung können in der Regel problemlos in spritzwassergeschützte Steckdosen und Kupplungsdosen gesteckt werden.
(-) Normale Schukostecker in abgewinkelter Ausführung können in einigen Fällen nicht tief genug in spritzwassergeschützte Steckdosen oder Kupplungsdosen eingesteckt werden; dadurch ist der sichere Sitz möglicherweise nicht gegeben und der Stecker kann sich unbeabsichtigt aus der Steckdose bzw. Kupplungsdose lösen.
(+) Kabel mit Eurosteckern lassen sich problemlos mit spritzwassergeschützten Steckdosen und Kupplungsdosen verwenden, da die Ausführung des Eurosteckers in der Regel gerade ist.
(-) Steckernetzteile lassen sich in den meisten Fällen nicht sicher in spritzwassergeschützten Steckdosen oder Kupplungsdosen betreiben, weil die Gehäuse so gestaltet sind, dass sich das Gerät möglichst nahe an der (normalen) Steckdose befindet, um die mechanische Belastung für Steckdose und Gerät gering zu halten. Nicht betroffen sind sehr kleine Steckernetzteile, die sich vollständig im Querschnitt der Einstecköffnung befinden.

## Probleme
Die Inkompatibilität von spritzwassergeschützten Steckdosen und Kupplungsdosen mit vielen normalen Schukosteckern und -geräten ist störend und für viele Käufer unerwartet, da nicht offensichtlich. Dies wird oft irrtümlich als Sachmangel betrachtet.
Bei spritzwassergeschützten Steckdosen macht es ein fest verbundener Schutzdeckel unmöglich, bestimmte Steckernetzteile oder andere Steckgeräte einzustecken.
Die Passung zwischen dem Wulst des spritzwassergeschützten Steckers und dem Kragen der spritzwassergeschützten Steckdose oder Kupplungsdose sowie die Elastizität des Kragens sind kritisch und müssen im Sinne einer einheitlichen Steckkraft sowie der erzielten Dichtigkeit genau passen. Dies ist bei manchen Produkten nicht gegeben; in der Folge ist die Verbindung entweder zu lose (und undicht), oder zu fest.

## Normen
- DIN 49441-2: Zweipolige Stecker mit Schutzkontakt DC 10 A 250 V, AC 16 A 250 V, spritzwassergeschützt
- DIN 49440-3: Zweipolige Steckdosen mit Schutzkontakt, DC 10 A 250 V, AC 16 A 250 V, zweipolige Kupplungsdosen, spritzwassergeschützt